# 52246 Donaldjohanson
52246 Donaldjohanson este un asteroid din centura principală de asteroizi.

## Descriere
52246 Donaldjohanson este un asteroid din centura principală de asteroizi. A fost descoperit pe 02 martie 1981 la Observatorul Siding Spring de Schelte J. Bus. Asteroidul prezintă o orbită caracterizată de o semiaxă mare de 2,38 ua, o excentricitate de 0,19 și o înclinație de 4,4° în raport cu ecliptica.